# مواصلات الإمارات
مواصلات الإمارات هو الاسم التجاري لشركة الإمارات للنقل العام والخدمات، وهي شركة النقل العام المملوكة لحكومة الإمارات العربية المتحدة، وخاصة للقطاعين الحكومي والتعليمي. تأسست عام 1981، وتضم الآن أكثر من 35 ألف مركبة في أسطولها وأكثر من 26 ألف موظف. وتقوم بنقل 250 ألف طفل إلى المدارس يومياً.

## تاريخ
تأسست مواصلات الإمارات بموجب القانون الاتحادي رقم 17 لسنة 1981 للقيام بالنقل المدرسي العام. وهي توفر الآن مجموعة من الخدمات في 41 موقعًا على مستوى الدولة، بما في ذلك خدمات السيارات المستأجرة، وتأجير السيارات والدراجات النارية والشاحنات الصغيرة، والخدمات اللوجستية، وصيانة السيارات، والمساعدة على الطريق، بالإضافة إلى خدمات تحويل وقود المركبات (من البنزين إلى الغاز الطبيعي المضغوط). ويتكون هيكلها التنظيمي من 4 قطاعات تشغيلية: النقل المدرسي؛ النقل والتأجير; خدمات السيارات؛ الخدمات اللوجستية.
في عام 2013، دخلت في شراكة مع الشركة السعودية للنقل العام، ومقرها الرياض، لدخول سوق النقل المدرسي السعودي على أساس الملكية المتساوية. وبلغت إيراداتها لنفس العام 1.5 مليار درهم بمعدل نمو سنوي قدره 18% خلال السنوات الخمس السابقة. وقد بلغ إجمالي أصولها 2 مليار درهم في نفس التقرير. في مارس 2015، وقعت مواصلات الإمارات مذكرة تفاهم مع مجموعة النقل الفرنسية Keolis لتقديم عطاءات للأعمال المستقبلية في قطاع النقل العام في دولة الإمارات العربية المتحدة بطريقة مشتركة. ويخططون معًا لتقديم عطاءات لمرحلة الركاب في الاتحاد للقطارات.

### المواقع
تدير مواصلات الإمارات دولة الإمارات، وتمتلك شبكة مكونة من 27 مركزًا ووحدة أعمال و7 شركات تابعة، وتقدم 38 خدمة في 41 موقعًا في جميع أنحاء الدولة. وتشمل الأخيرة 9 فروع رئيسية في أبو ظبي، العين، الغربية، دبي، الشارقة، عجمان، رأس الخيمة.

## جوائز وتصنيف
وفي عام 2010، دخلت موسوعة غينيس للأرقام القياسية لأكبر موكب لحافلات هيونداي في العالم، ومرة أخرى في عام 2013، لأداء أكبر درس في الإسعافات الأولية في العالم، في أبو ظبي. في عام 2014، حصلت على المرتبة 11 كأفضل شركة للعمل لديها من قبل معهد Great Place to Work في تصنيف Dubai Chronicle. وفي عام 2015، حصلت على المرتبة التاسعة بين أفضل أماكن العمل في آسيا لعام 2015، من قبل نفس المعهد. وحصلت على شهادة ISO 39001 من المعهد البريطاني للمعايير (BSI) في عام 2012، وفي عام 2013، حصلت على جائزة التقدير الخاصة لجائزة الإمارات للطاقة عن "استخدام وقود النقل النظيف". وحصلت أيضًا على جائزة محمد بن راشد للأداء الحكومي المتميز كجزء من برنامج الشيخ خليفة للتميز الحكومي وجائزة النمو مع النقل العام لمنطقة الشرق الأوسط وشمال أفريقيا من الاتحاد الدولي للنقل العام.

## روابط خارجية
- الموقع الرسمي